# 15de uitreiking van de Premios Goya
De 15de uitreiking van de Premios Goya, een jaarlijkse filmprijs, vond plaats in Madrid op 3 februari 2001. De ceremonie werd uitgezonden op TVE en werd gepresenteerd door María Barranco, José Coronado, Loles León, Imanol Arias, Concha Velasco en Pablo Carbonell.

## Winnaars en genomineerden
| Beste film | Beste regisseur |
| --- | --- |
| - El Bola - La comunidad - Leo - You're the one (una historia de entonces) | - José Luis Borau – Leo - Álex de la Iglesia – La comunidad - Jaime Chávarri – Besos para todos - José Luis Garci – You're the one (una historia de entonces)                                                                                             |
| Beste acteur | Beste actrice |
| - Juan Luis Galiardo — Adiós con el corazón - Juan Diego Botto — Plenilunio - Carmelo Gómez — El portero - Miguel Ángel Solá — Sé quién eres | - Carmen Maura — La comunidad - Icíar Bollaín — Leo - Lydia Bosch — You're the one (una historia de entonces) - Adriana Ozores — Plenilunio |
| Beste mannelijke bijrol | Beste vrouwelijke bijrol |
| - Emilio Gutiérrez Caba — La comunidad - Luis Cuenca — Obra maestra - Juan Diego — You're the one (una historia de entonces) - Iñaki Miramón — You're the one (una historia de entonces) | - Julia Gutiérrez Caba — You're the one (una historia de entonces) - Chusa Barbero — Besos para todos - Ana Fernández — You're the one (una historia de entonces) - Terele Pávez — La comunidad                                                           |
| Beste debuterend acteur | Beste debuterend actrice |
| - Juan José Ballesta — El Bola - Javier Batanero — Leo - Pablo Carbonell — Obra maestra - Jordi Vilches — Krámpack | - Laia Marull — Fugitivas - Pilar López de Ayala — Besos para todos - Luisa Martín — Fiesta en la nieve - Antònia Torrens — El mar |
| Beste origineel scenario | Beste bewerkt scenario |
| - El Bola — Verónica Fernández, Achero Mañas - La comunidad — Jorge Guerricaechevarría, Álex de la Iglesia - Leo — José Luis Borau - You're the one (una historia de entonces) — José Luis Garci, Horacio Valcárcel | - Lázaro de Tormes — Fernando Fernán Gómez - El portero — Manuel Hidalgo, Gonzalo Suárez - Krámpack — Tomàs Aragay, Cesc Gay - El otro barrio — Salvador García Ruiz                                                                                      |
| Beste Spaanstalige buitenlandse film | Beste Europese film |
| - Plata quemada — Argentinië - Pantaleón y las visitadoras — Peru - Ratas, ratones, rateros — Ecuador - Lista de espera — Cuba | - Dancer in the Dark — Lars von Trier - Chicken Run — Peter Lord, Nick Park - East Is East — Damien O'Donnell - Faithless — Liv Ullmann |
| Beste debuterend regisseur | Beste animatiefilm |
| - Achero Mañas — El Bola - Patricia Ferreira — Sé quién eres - Cesc Gay — Krámpack - Daniel Monzón — El corazón del guerrero | - La isla del cangrejo - 10+2: el gran secreto - El ladrón de sueños - Marco Antonio. Rescate en Hong Kong |
| Beste camerawerk | Beste montage |
| - You're the one (una historia de entonces) — Raúl Pérez Cubero - Calle 54 — José Luis López-Linares - La comunidad — Kiko de la Rica - Plenilunio — Gonzalo F. Berridi - El mar — Jaume Peracaula | - You're the one (una historia de entonces) — Miguel González Sinde - Calle 54 — Carmen Frías - La comunidad — Alejandro Lázaro - Leo — José Salcedo |
| Beste artdirector | Beste productiemanager |
| - You're the one (una historia de entonces) — Gil Parrondo - La comunidad — José Luis Arrizabalaga, Biaffra - Besos para todos — Fernando Sáenz, Ulia Loureiro - Lázaro de Tormes — Luis Ramírez | - You're the one (una historia de entonces) — Luis María Delgado - La comunidad — Juanma Pagazaurtundua - El corazón del guerrero — Tino Pont - Lázaro de Tormes — Carmen Martínez                                                                        |
| Beste geluid | Beste speciale effecten |
| - Calle 54 — Thom Cadley, Mark Wilder, Pierre Gamet, Martin Gamet, Dominique Hennequin, Marisa Hernández - El Bola — Daniel Goldstein, Ricardo Steinberg, Sergio Burman, Jaime Fernández - La comunidad — Antonio Rodríguez, Jaime Fernández, James Muñoz, José Vinader - Plenilunio — Gilles Ortion, Ray Guillon, James Muñoz | - La comunidad — Félix Bergés, Raúl Romanillos, Pau Costa, Julio Navarro - Obra maestra — Emilio Ruiz del Río, Alfonso Nieto, Raúl Romanillos, Pau Costa - El arte de morir — Reyes Abades, Félix Bergés - Año mariano — Juan Ramón Molina, Alfonso Nieto |
| Beste kostuums | Beste grime en haarstijl |
| - Lázaro de Tormes — Javier Artiñano - La comunidad — Francisco Delgado - Besos para todos — Pedro Moreno - You're the one (una historia de entonces) — Gumersindo Andrés | - Besos para todos — Romana González, Josefa Morales - La comunidad — José Quetglás, Mercedes Guillot - Lázaro de Tormes — Juan Pedro Hernández, Esther Martín - You're the one (una historia de entonces) — Paca Almenara, Antonio Panizza               |
| Beste filmmuziek | Beste origineel nummer |
| - Sé quién eres — José Nieto - La comunidad — Roque Baños - Asfalto — Carlos Jean, Nacho Mastretta, Najwa Nimri - Plenilunio — Antonio Meliveo | - Fugitivas — Manuel Malou ("Fugitivas") - El arte de morir — A. Pérez, Suso Sáiz, Cristina Lliso, Tito Fargo ("El arte de morir") - Gitano — Arturo Pérez-Reverte, Abigail Marcet ("Gitano") - Km. 0 — Ismael Serrano ("Km. 0")                          |
| Beste korte film | Beste korte animatiefilm |
| - Pantalones — Ana Martínez - El beso de la tierra — Lucienda Torre - Los Almendros - Plaza nueva — Álvaro Alonso - El puzzle — Belén Macías - The raven… Nevermore — Tinieblas González | Prijs werd dit jaar niet uitgereikt |
| Beste documentaire | Beste korte documentaire |
| Prijs werd pas uitgereikt vanaf de 16de uitreiking | Prijs werd dit jaar niet uitgereikt |
| Ere-Goya | |
| José Luis Dibildos | |

## Prijzen per film
| Film                                      | Nominaties | Prijzen |
| ----------------------------------------- | ---------- | ------- |
| La comunidad                              | 15         | 3       |
| You're the one (una historia de entonces) | 14         | 5       |
| Leo                                       | 6          | 1       |
| Besos para todos                          | 6          | 1       |
| El Bola                                   | 5          | 4       |
| Lázaro de Tormes                          | 5          | 2       |
| Plenilunio                                | 5          | 0       |
| Calle 54                                  | 3          | 1       |
| Sé quién eres                             | 3          | 1       |
| Obra maestra                              | 3          | 0       |
| Krámpack                                  | 3          | 0       |
| Fugitivas                                 | 2          | 2       |
| El portero                                | 2          | 0       |
| El mar                                    | 2          | 0       |
| El corazón del guerrero                   | 2          | 0       |
| El arte de morir                          | 2          | 0       |
| Adiós con el corazón                      | 1          | 1       |